# Sur la pierre blanche
Sur la pierre blanche és una novel·la de ficció, filosòfica, històrica i utopicofuturista escrita per Anatole France, i publicada l'any 1905 per l'editorial parisenca Calmann Lévy.
La novel·la es presenta en forma de diàlegs filosòfics; un grup d'amics francesos, cultes i intel·ligents, caminant entre els antics vestigis del Fòrum Romà, parlen sobre el destí dels pobles. Tracten temes com l'estoïcisme i la crítica, el racisme i l'antisemitisme, la transformació del cristianisme i les etapes de les civilitzacions, amb les seves evolucions arran de trobades i desacords entre els diferents pobles. L'obra tracta l'evolució de la humanitat íntegrament i esbossa la possibilitat de la creació d'uns estats units federals mundials. Acaba amb la descripció d'un futur ideal socialista-comunista l'any 2270, en què les jerarquies i desigualtats han desaparegut, homes i dones són iguals, no existeix l'atur i el treball és molt lleuger, deixant temps per a instruir-se i aprendre. També fa una incisió sobre els límits biològics i temporals de l'espècie humana: la humanitat podrà desaparèixer, però podria ser que donés com a resultat una altra espècie més intel·ligent.